# Album of the Year (sitio web)

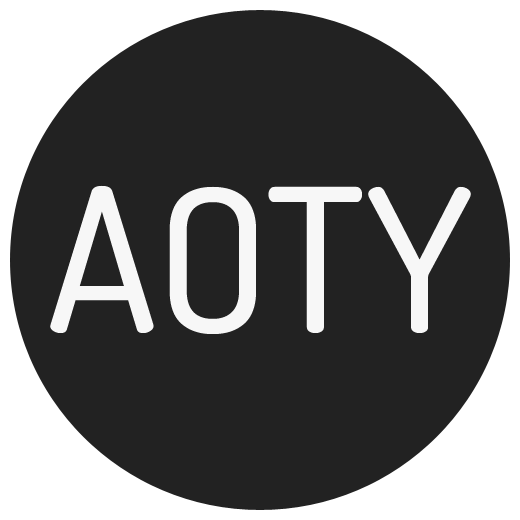
Logo

Album of the Year, popularmente conocido por el inicialismo AOTY, es un sitio web que agrega reseñas de álbumes de música. Para cada producto, se obtiene una puntuación numérica de cada revisión y se promedia el total. Se proporciona un extracto de cada revisión junto con un hipervínculo a la fuente. Las calificaciones se promedian y los álbumes se clasifican en una tabla con la intención de dar una visión general de la evaluación crítica de las publicaciones actuales, basada en la puntuación media de 100. Se proporcionan breves extractos de la revisión, con hipervínculos al artículo original.
Muchos sitios web de revisión dan una calificación de cinco, diez, cien o incluso una puntuación alfabética. AOTY convierte tal grado en un porcentaje.

## En los medios
AOTY es utilizado a menudo por revistas como No Ripcord, Drowned in Sound y Consequence of Sound para referirse a su clasificación. El 13 de febrero de 2015 el sitio web Consequence of Sound publicó un artículo sobre el "sophomore album slump". Los organizadores del estudio comenzaron con la lista de Rolling Stone de los 100 mejores álbumes de debut de todos los tiempos, publicada en marzo de 2013. Desde allí, revisaron el sitio web de agregación AOTY, comparando las puntuaciones de 80 discos debutantes con sus seguimientos. El 66,25% de las veces, las notas bajaban, lo que el artículo tomaba como evidencia del fenómeno "sophomore slump". 
El 5 de agosto de 2017, AOTY añadió la clasificación de The Needle Drop. 
El 12 de enero de 2018, AOTY añadió The Observer.

## Sitios similares
El sitio es similar a otros sitios web de agregadores de reseñas como rateyourmusic, Metacritic y AnyDecentMusic? en que reúne reseñas para evaluar la aclamación de la crítica. 

## Gráficos
Una vez que un álbum o lanzamiento tiene cinco reseñas de diferentes fuentes, entra en la tabla actual de los mejores álbumes. 